# Токмак
Токмак (укр. Токмак) град је у Украјини, у Запорошкој области. Према процени из 2012. у граду је живело 33.168 становника.

## Становништво
Према процени, у граду је 2012. живело 33.168 становника.
| 1979.  | 1989.  | 2001.  | 2012.  |
| ------ | ------ | ------ | ------ |
| 42.178 | 45.112 | 36.275 | 33.168 |